# Après moi le bonheur
Pour plus de détails, voir Fiche technique et Distribution.
Après moi le bonheur est un téléfilm français écrit par Claire Lemaréchal et réalisé par Nicolas Cuche, diffusé le 7 mars 2016 sur TF1. Il s'agit de l’adaptation du livre autobiographique écrit par Marie-Laure Picat, Le Courage d’une mère,.

## Synopsis
Lorsque Marie-Laure, mère de quatre jeunes enfants, apprend brutalement que le cancer qui la ronge ne lui laisse que quelques mois à vivre, elle ne songe plus qu’au bonheur de ses enfants et à leur avenir. Bien décidée à ce qu’ils grandissent ensemble dans une même famille, elle se heurte à la rigidité des services sociaux qui lui opposent une fin de non-recevoir. Révoltée, Marie-Laure ne s’avoue pas vaincue. Grâce à l’aide de ses proches et des médias, elle mène un combat acharné pour le droit à décider du sort de ses enfants après sa mort, en choisissant elle-même la famille d'accueil.

## Fiche technique
- Réalisation : Nicolas Cuche
- Scénario : Claire Lemaréchal, Marie-Laure Picat, Anne Berthod, Cristina Arellano
- Durée : 95 minutes
- Pays :  France

## Distribution
- Alexandra Lamy : Marie-Laure Picat
- Thierry Frémont : Franck Picat
- Zabou Breitman : Véronique Libert
- Michaël Abiteboul : David
- Julia Piaton : Laurence
- Jean-Michel Tinivelli : Alain
- Cécile Rebboah : Claire
- Anne Benoît : Brigitte Lorcat
- Nicolas Jouhet : Jérôme Libert
- Juliette Gombert : Émilie Picat
- Léo Lorléac'h : Pierre Picat
- Milo Mazé : Théo Picat

## Audiences
Lors de sa première diffusion sur TF1 le 7 mars 2016, le téléfilm a été suivi par 6,8 millions de téléspectateurs (27,6 % part de marché), en France. Il arrive en tête des audiences ce soir là, loin devant France 2 et sa série No offence.